# Wheatland (California)
Wheatland è una città degli Stati Uniti d'America situata nella Contea di Yuba, nello Stato della California.